# Gorgófone
Gorgófone (en griego: Γοργοφόνη, cuyo nombre parlante significa «matadora de la Gorgona») es el nombre de uno o dos personajes de la mitología griega. 

## Hija de Perseo
Gorgófone fue la única hija de Perseo y Andrómeda, pero tuvo al menos seis hermanos varones, que según Apolodoro eran: Alceo, Electrión, Esténelo, Heleo, Méstor y Perses. Es de esperar que se llamase así a Gorgófone para dar gloria a las hazañas de Perseo. Otras fuentes dicen que la hija de Perseo no fue Gorgófone, sino Autocte.

#### En Apolodoro
Básicamente hay dos variantes sobre Gorgófone —la de Mesenia, que parece más antigua, y la de Laconia—, pero siempre se desposa con Perieres. Ambas versiones son ofrecidas en la Biblioteca mitológica, a saber:
- En la versión mesenia se nos dice que por Perieres, hijo de Eolo, Gorgófone tuvo a Afareo, Leucipo y Tindáreo.[5] Esta versión proviene del Catálogo de mujeres, en donde Perieres es el padre al menos de Afareo y Leucipo.[6]
- En la versión lacedemonia leemos que por Perieres, hijo de Cinortas, nacieron Tindáreo, Icario, Afareo y Leucipo.[7] Tzetzes también está de acuerdo con esta versión.[8]

#### En Pausanias
Pausanias nos dice que en Argos, junto al sepulcro de la Gorgona, está la tumba de Gorgófone. Por qué razón se le dio este nombre es claro tan pronto como se oye. Dicen que fue la primera de las mujeres que, cuando murió su marido, Perieres, hijo de Eolo —se casó con él siendo virgen—, volvió a contraer matrimonio con Ébalo; antes estaba establecido para las mujeres el permanecer viudas cuando moría su esposo.
El autor nos da entonces el recuento de los hijos de Górgófone, que parece que es la fuente más fidedigna al respecto:
- De Ébalo, hijo de Cinortas, concibió entonces a Tindáreo, Hipocoonte e Icario.[9]
- De Perieres, hijo de Eolo, concibió a Afareo y Leucipo.[10]

#### Interpretación histórica
La importancia de este personaje radica en su segundo matrimonio. Los primeros helenos que invadieron Grecia, los aqueos, trajeron la prohibición de los matrimonios de las viudas que llegó al extremo de inmolarlas en la hoguera tras la muerte de sus maridos, como se puede ver en los mitos de Evadne y Políxena. Esta costumbre fue poco a poco abandonada, siendo Gorgófone la representación de este cambio de costumbres.

#### Descendencia
| Descendencia | Estirpe y filiación paterna                                                                                 |
| ------------ | --- |
| Afareo       | Mesenia. Hijo de Perieres, hijo de Eolo; o de Perieres, hijo de Cinortas                                    |
| Hipocoonte   | Laconia. Hijo de Ébalo, hijo de Cinortas                                                                    |
| Icario       | Laconia. Hijo de Perieres, hijo de Cinortas; o de Ébalo, hijo de Cinortas                                   |
| Leucipo      | Mesenia. Hijo de Perieres, hijo de Eolo o de Perieres, hijo de Cinortas                                     |
| Tindáreo     | Laconia. Hijo de Perieres, hijo de Eolo; o de Perieres, hijo de Cinortas; o bien de Ébalo, hijo de Cinortas |

## Hija de Dánao
Con el nombre de Gorgófone también se conoce a una de las Danaides. Su madre fue Elefantis, y su hermana —tanto por parte de padre como de madre—era Hipermestra. Esta Gorgófone se había desposado con Proteo, hijo de Egipto, a quien mató durante la noche de bodas.